# Didier Becchetti
Didier Becchetti né le 25 octobre 1975 à Versailles est un acteur français

## Filmographie

### Cinéma
- 1996 : Jojo la frite (court métrage) de Nicolas Cuche
- 1998 : Victor le coiffeur (court métrage) de Gil Bauwens : Victor
- 1999 : Doggy Bag de Frédéric Comtet : Type au 45
- 1999 : L'ami du jardin de Jean-Louis Bouchaud : Jacky
- 1999 : La bûche de Danièle Thompson : L'escort-boy
- 1999 : Sang-timent (court métrage) de Nathalie Aussant
- 1999 : À vot' service de Eric Bartonio
- 2002 : Tête de chou (court métrage) de Stéphane Secq : Le héros
- 2002 : Bâtards de Frédéric Saurel : Pablo
- 2002 : Jojo la frite de Nicolas Cuche : Raph
- 2003 : Travail d'Arabe de Christian Philibert : Petit Gutti
- 2004 : La Première Fois que j'ai eu 20 ans de Lorraine Lévy : Jip
- 2007 : Jacquou le croquant de Laurent Boutonnat : Le second régisseur
- 2007 : Acteur (court métrage) de Jocelyn Quivrin
- 2011 : Une pure affaire de Alexandre Coffre : Vladimir

### Télévision
- 1997 : Harcelée (téléfilm) de Nicolas Cuche
- 2000 : Avocats & associés (série TV) "La preuve par le vide" de Denis Amar : Olivier Loiseau
- 2000 : Marc Eliot (série TV) saison 2 : Valence
  - 1. "Gâche pas ta vie" de Patrick Jamain
  - 2. "Ces flics qu'on dit sauvages"  de Patrick Jamain

- 2002 : Femmes de loi (série TV) "Une occasion en or" de Denis Amar : Anthony
- 2003 : Central nuit (série TV) "Le gang des lâches" de Didier Delaître : Le faux policier 2
- 2004 : Groupe flag (série TV) "Réaction en chaîne" de Étienne Dhaene : L'homme du paquet
- 2004 : Élodie Bradford (série TV) "Pilote" de Lionel Bailliu : Framal
- 2004 : Léa Parker (série TV) "Racket" de Jean-Pierre Prévost
- 2005 : Marc Eliot (série TV) saison 4 : Valence
  - 1. "Tant qu'il y aura des flics" de Edouard Niermans
  - 2. "C'est votre enfant" de Edouard Niermans
  - 3. "Tes père et mère tu honoreras" de Patrick Jamain
  - 4. "L'Amour en cavale" de Patrick Jamain
  - 5. "Une jeune femme pauvre" de Christiane Lehérissey
  - 6. "Quatre cent suspects" de Christiane Lehérissey
- 2005 : Faites comme chez vous ! : Régis
- 2006 : L'Homme de ta vie (téléfilm) de Laurence Katrian : Jérôme Galloy
- 2007 : Le fantôme de mon ex (téléfilm) de Charlotte Brandstrom : Jérôme
- 2007 : La Taupe (feuilleton) de Vincenzo Marano : Fabio Testa
- 2007 : L'hôpital (série TV) "À corps perdu" de Laurent Lévy : Michel
- 2008 : Julie Lescaut (série TV) "Julie à Paris" de Eric Summer : Fred
- 2008 : R.I.S Police scientifique (série TV) "Fanatique" de Klaus Biedermann : Simon Ortega
- 2008 : Flics (série TV) saison 1 : Granger
  - 1. "Le jour des morts" de Nicolas Cuche
  - 2. "Engrenage" de Nicolas Cuche